# Danuta Kowalska (esperantystka)
Danuta Kowalska (ur. 1930) – polska lekarka pediatra, esperantystka, pisarka, tłumaczka, autorka słowników esperanto.  

## Życiorys
Danuta Kowalska urodziła się w 1930 r. Studiowała medycynę, została lekarzem pediatrą i przez 33 lata pracowała w szpitalach i przychodniach. Po przejściu na emeryturę nauczyła się esperanto w lokalnym klubie w Nowym Sączu. Uczestniczyła w dwóch seminariach dla nauczycieli zorganizowanych przez Internacia Esperanto-Instituto (IEI). Seminaria odbyły się w Międzygórzu w Polsce i były prowadzone przez Audrey Childs-Mee. Trzecie seminarium poprowadziła Katalin Smidéliusz w Bratysławie w 1992 r. Od tego czasu Danuta Kowalska nauczała języka esperanto w swoim lokalnym klubie ponad 20 lat.
Z powodu braku słowników, lektur i podręczników doktor Danuta Kowalska przygotowała słowniki dla studentów klubów: polski-esperanto, esperanto-polski, a także słownik medyczny polsko-esperanto, esperanto-polski. Przetłumaczyła teksty autorów polskich i zagranicznych na różnych poziomach trudności, w tym napisane przez Wisławę Szymborską.  
W latach 2008–2011 była korektorką w redakcji biuletynu „Pola Esperantisto” (z eo Esperantysta Polski). Uczestniczyła w seminariach w Herzbergu, Rytrze i Pieszczanach, a także w kongresach międzynarodowych (Budapeszt, Augsburg, Warszawa, Rotterdam, Wiedeń, Wilno, Białystok) oraz w spotkaniach esperantystów m.in. w Estonii, na Łotwie i Litwie. Przez wiele lat prowadziła konwersacje w Domu Kultury w Nowym Sączu i zachęcała studentów do tłumaczenia prozy, poezji i piosenek na esperanto. W 2001 r. wydała dwa opowiadania Knabaĉo i La venĝema kato w książce Mondoj, w której znalazły się 34 oryginalne historie 30 pisarzy esperanto z pięciu kontynentów.  

## Wybrane dzieła
- Słowniczek polsko–esperancki. Vortareto pola–esperanta, 2007
- Medicinan vortareton Polan–Esperantan, Esperantan–Polan
- Esperantan lekciaron

### Tłumaczenia
- Niebezpieczny język, Ulrich Lins[7]